# Nahar Singh di Shahpura
Nahar Singh (Deoli, 7 novembre 1855 – Deoli, 24 giugno 1932) è stato un principe indiano.
Fu Maharaja di Shahpura dal 1870 al 1932.

## Biografia
Salito al trono di Shahpura nel 1870, Nahar Singh assistette all'incoronazione di re Edoardo VII del Regno Unito a Londra nel 1903, cogliendo l'occasione per visitare l'Inghilterra.
Come governante, pur trovandosi a reggere un piccolo stato con finanze al di sotto delle necessità, si impegnò personalmente per migliorare la vita dei suoi sudditi, giungendo ad impegnare i suoi gioielli e le sue proprietà private per costruire dei serbatoi d'acqua, al fine di evitare che l'area dello stato si trovasse nuovamente in crisi idrica come era accaduto in passato sotto i suoi predecessori. Stabilì un sistema di governo locale, con un'ampia rappresentanza, sul modello del London County Council. Monarca moderno ed energico, costruì scuole, ospedali e strade.
Consigliere del Paropkarini Sabha dal 1893 al 1932, fu membro del Mahand Raj Sabha, All India Kshatriya Mahasabha dal 1922.
Nel 1903 ricevette le insegne da cavaliere commendatore dell'Ordine dell'Impero Indiano.
Fu uno dei monarchi più longevi.
Morì nel 1932.